# Royaumes antiques d'Anatolie

Localisation des principaux sites de l'Anatolie hittite.

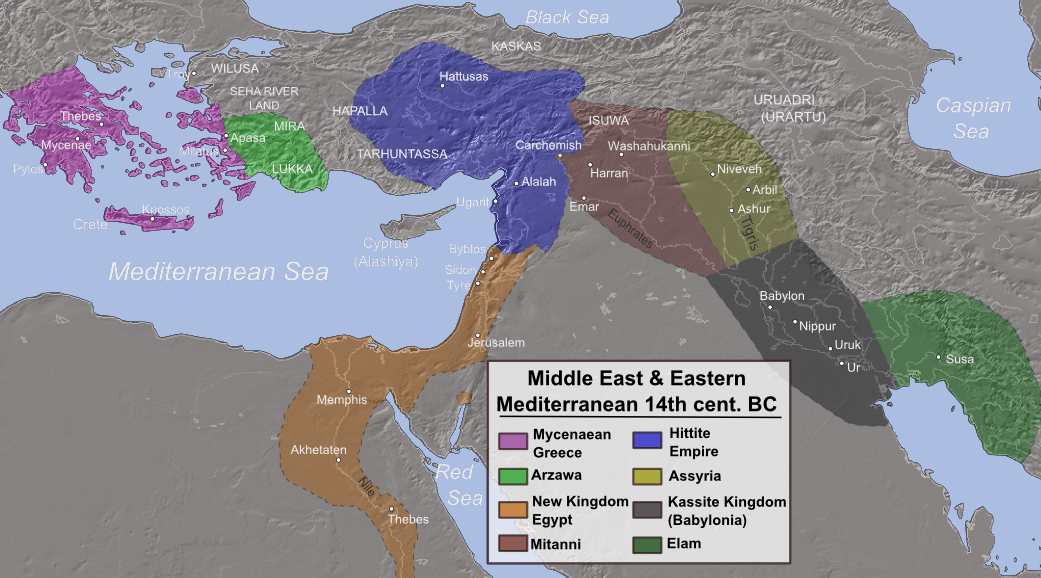
Arzawa (vert clair), au XIVe siècle

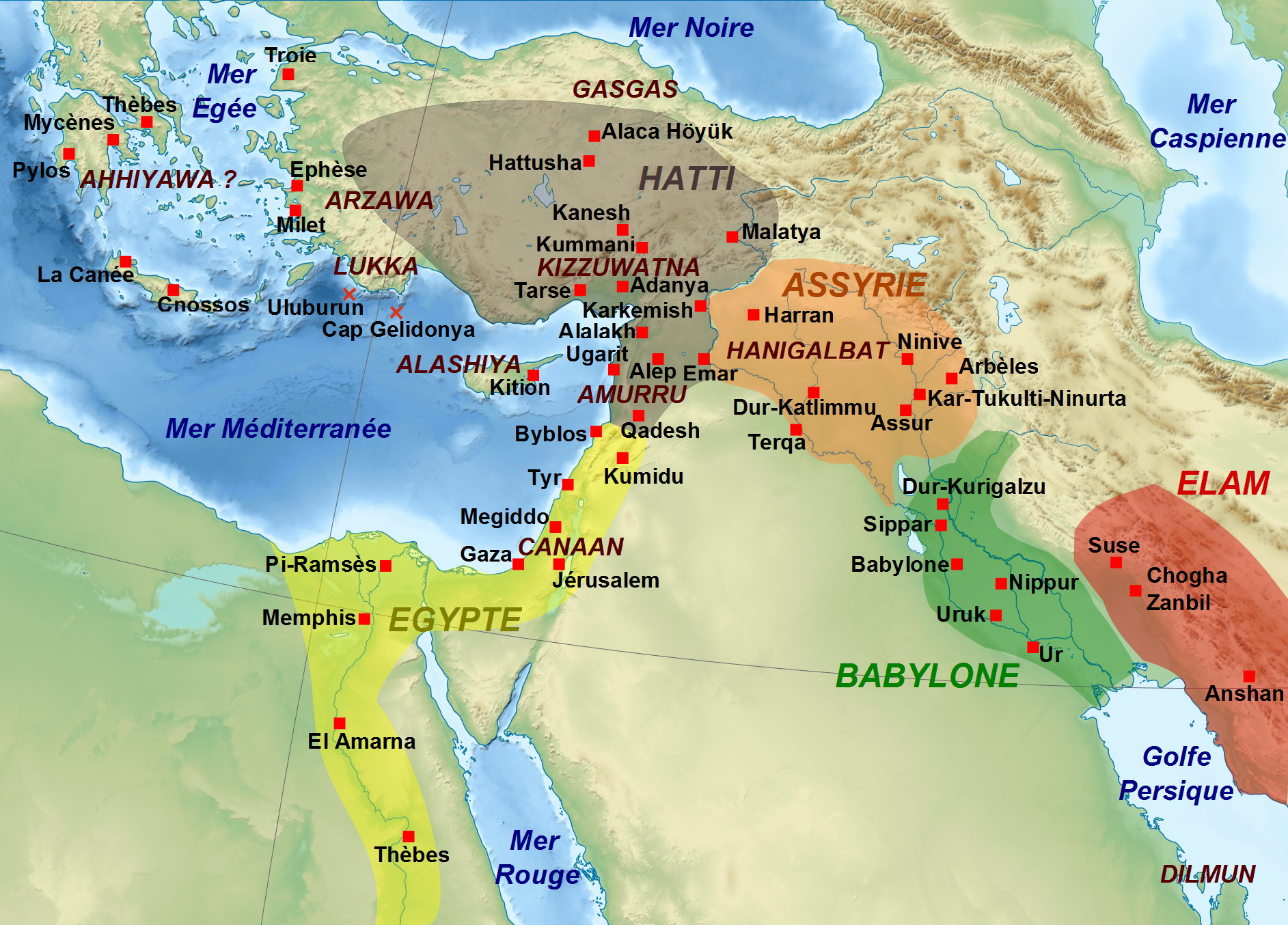
Situation politique du Moyen-Orient aux 13e-12e siècles

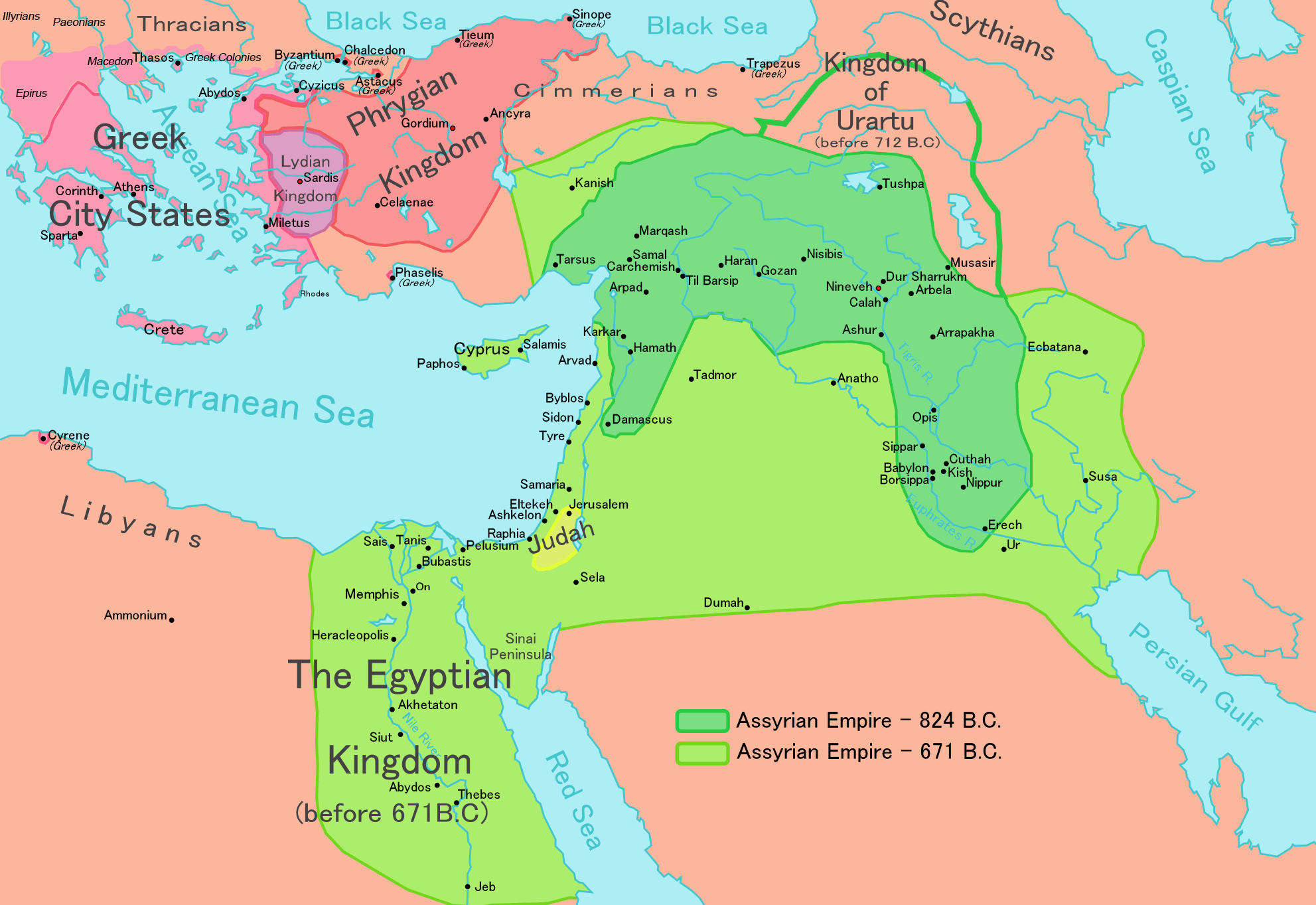
Phrygie, à l’apogée de sa puissance, et Assyrie, aux

Urartu vers 750 av. J.-C.

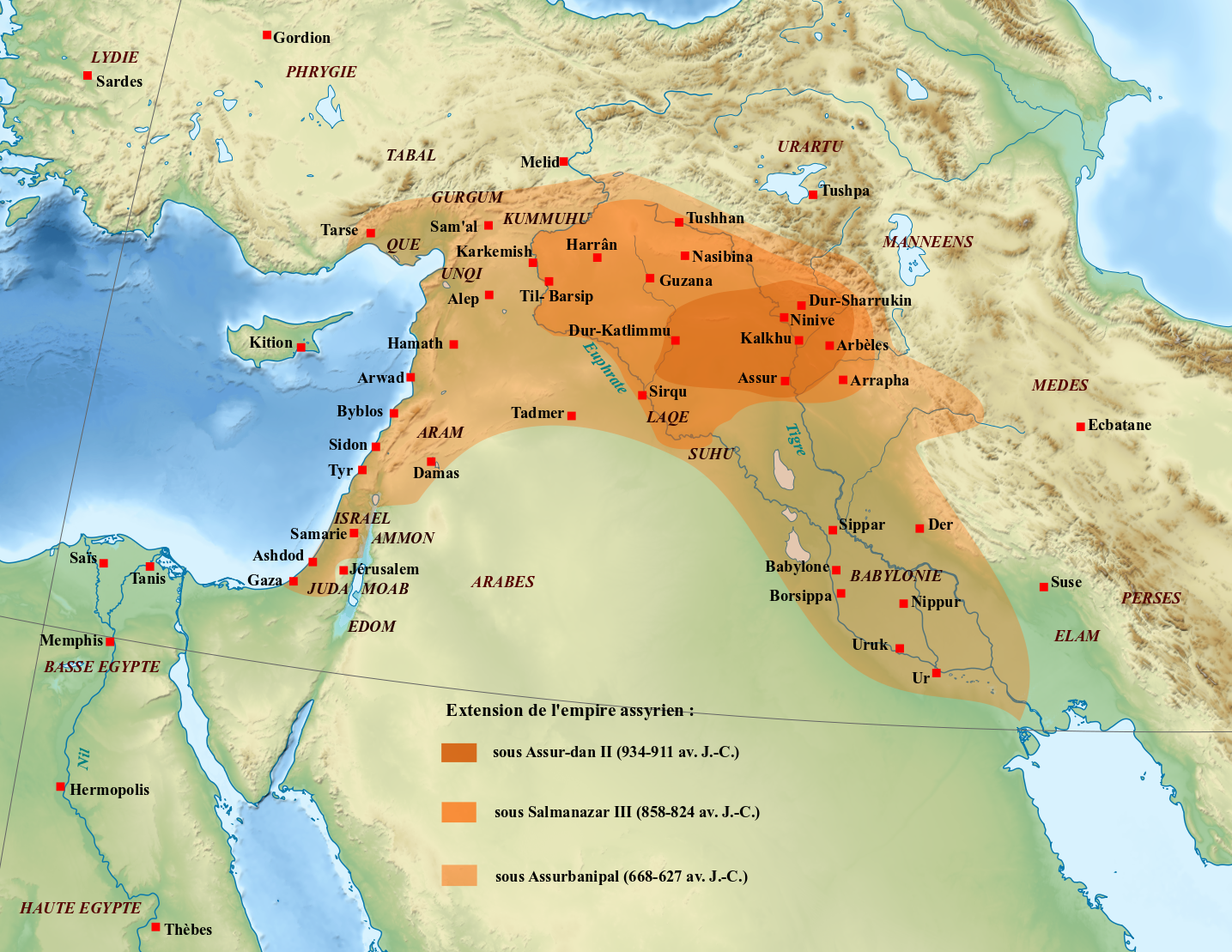
Carte des différentes phases d'expansion de l'empire néo-assyrien.

Cette liste des Royaumes antiques d'Anatolie ne comprend pas les premiers royaumes qui étaient des villes-états sauf ceux qui ont profondément marqué l'histoire. L'Anatolie a été le berceau de nombreux royaumes ; les royaumes envahisseurs ont également été indiqués.

## Avant la conquête desAchéménides(546av. J.-C.)
| Nom du royaume            | Capitale          | Période (av. J.-C.) |
| ------------------------- | ----------------- | ------------------- |
| Hatti                     | Hattusa (?)       | 2500-1780           |
| Kanesh Kussara            | Kültepe           | 2800-1720 1720-1600 |
| Hitti                     | Hattusa           | 1600-1180           |
| Troie/Wilusa              | Troie             | 3000-1184           |
| Hayasa-Azzi               | (Haute-Arménie ?) | 1500-1290           |
| Arzawa                    | Apasa (Éphèse?)   | 1700-1300           |
| Mittani                   | Wassukanni        | 1500-1300           |
| Kizzuwatna                | Kummanna (de)     | 1500-1300           |
| Millawanda                | Millawanda        | 3000-1000           |
| Lukka (de)                | (Lycie)           | 1500-1000           |
| Ligue Assuwa (en)         | Troie ?           | 1400                |
| Diaokhi (Diauehi/Tiaokhi) | (Colchide)        | 1200                |
| Phrygie                   | Gordion           | 1200-700            |
| Lydie                     | Sardes            | 1200-546            |
| Néo-Hittites              | Karkemish         | 1180-700            |
| Urartu                    | Tushpa            | 860-590             |

En outre, le sud-est de l'Anatolie appartient à certaines époques aux royaumes médio-assyrien, néo-assyrien et néo-babylonien, l'est anatolien au royaume des Mèdes, tandis que la côte ouest est marquée par la colonisation grecque.

## Entre leVIesiècleav. J.-C.et leIVesiècleav. J.-C.
À partir de la prise de Sardes par Cyrus le Grand en 546, l'Anatolie est soumise à l'empire achéménide bien que certains dynastes comme Cyrus le Jeune (de 408 à 401) et Mausole de Carie (de 377 à 353) parviennent à établir un pouvoir autonome.
De 477 à 404, les cités grecques de la côte égéenne (Éolide, Ionie et Doride) appartiennent à la Ligue de Délos dirigée par Athènes.
À partir d'Alexandre le Grand, l'Anatolie est soumise à l'empire macédonien. À sa mort en 323, elle est disputée puis partagée entre ses généraux (guerres des Diadoques).

## Après lesaccords de Babylone(323av. J.-C.)
| Nom du royaume                               | Capitale  | Période (av. J.-C.)     |
| -------------------------------------------- | --------- | ----------------------- |
| Arménie Dynastie orontide Dynastie artaxiade |           | 317-190 190-12 ap. J.C. |
| Cappadoce                                    |           | 322-17 ap. J.C.         |
| Bithynie                                     | Nicomédie | 297-74                  |
| Antigonides d'Asie                           |           | 306-285                 |
| Pergame                                      | Pergame   | 281-133                 |
| Galatie                                      | Ancyra    | 280-25                  |
| Pont                                         | Amasia    | 291-63 ap. J.-.C.       |
| Commagène                                    | Samosate  | 163-72 ap. J.C.         |

En outre, plusieurs régions d'Anatolie sont soumises aux Séleucides (305-64 av. J.-C.), aux Lagides (323-30 av. J.-C.) et, à partir de 129 av.J.-C., à l'Empire romain.

Empire achéménide
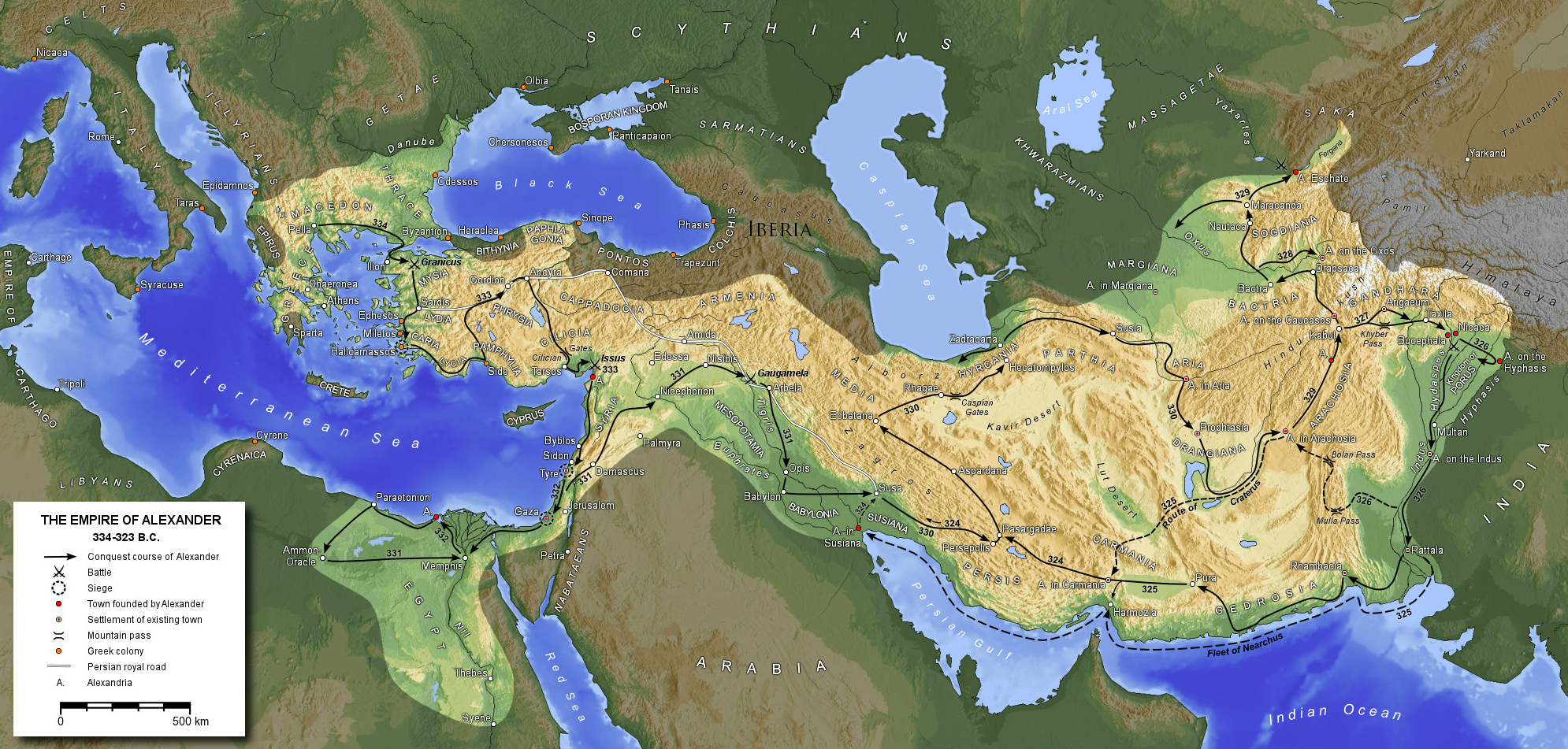
Empire d'Alexandre le Grand
Satrapies après la partition de Babylone (323 av. J.-C.)
Les royaumes des Diadoques vers 301 av. J.-C.